# Castelsantangelo sul Nera
Castelsantangelo sul Nera település Olaszországban, Marche régióban, Macerata megyében. Lakosainak száma 224 fő (2023. január 1.). Castelsantangelo sul Nera Montefortino, Montemonaco, Norcia, Preci, Ussita és Visso községekkel határos.

## Népesség
A település lakossága az elmúlt években az alábbi módon változott:
| Lakosok száma | 273  | 260  | 224  |
|               | 2017 | 2018 | 2023 |